# Luigi Amoroso
Luigi Amoroso (n. 26 martie 1886 – d. 28 octombrie 1965) a fost un economist italian.
Concepțiile sale au la bază pe cele ale lui Vilfredo Pareto.
A influențat politica economică a țării din perioada fascistă.
În unele din scrierile sale, a dezbătut și teme matematice:
- 1909: Ricerche intorno alle equazioni integrali di prima specie
- 1910: Sulla resolubilità della equazione integrale di prima specie.

Matematicianul român Miron Nicolescu a publicat un memoriu intitulat Remarques sur une théorème de moyenne de Luigi Amoroso (Bruxelles, 1932).